# Arcidiocesi di Bucarest
L'arcidiocesi di Bucarest (in latino Archidioecesis Bucarestiensis) è una sede metropolitana della Chiesa cattolica in Romania. Nel 2023 contava 59.307 battezzati su 8.430.507 abitanti. È retta dall'arcivescovo Aurel Percă.

## Territorio
L'arcidiocesi comprende 17 distretti meridionali della Romania: Tulcea, Constanţa, Brăila, Ialomița, Călărași, Buzău, Prahova, Ilfov, Giurgiu, Dâmbovița, Argeș, Teleorman, Vâlcea, Olt, Gorj, Dolj, Mehedinți.
Sede arcivescovile è la città di Bucarest, dove si trova la cattedrale di San Giuseppe.
Il territorio si estende su 84.865 km² ed è suddiviso in 69 parrocchie, raggruppate in 6 decanati.

### Provincia ecclesiastica
La provincia ecclesiastica di Bucarest, istituita nel 1930, comprende come suffraganee tutte le diocesi rumene di rito latino, ad eccezione dell'arcidiocesi di Alba Iulia, e cioè:
- diocesi di Gran Varadino dei Latini,
- diocesi di Iași,
- diocesi di Satu Mare,
- diocesi di Timișoara.

## Storia
Il vicariato apostolico di Valacchia fu eretto nel 1648: ne erano amministratori apostolici i vescovi di Nicopoli, che avevano residenza a Bucarest.
Il 27 aprile 1883 il vicariato apostolico fu elevato al rango di arcidiocesi non metropolitana con il breve Praecipuum munus di papa Leone XIII, immediatamente soggetta alla Santa Sede.
Dal 5 giugno 1930, dopo che la Romania con i trattati di pace seguiti alla Prima guerra mondiale e con il nuovo concordato tra Stato e Santa Sede aveva inglobato anche le diocesi e parrocchie ungheresi del Banato, del Partium e della Transilvania, con la bolla Solemni Conventione di papa Pio XI fu eretta la provincia ecclesiastica di Bucarest estesa a tutte le diocesi rumene di rito latino.
Con la fine della seconda guerra mondiale e l'avvento del regime comunista, la Chiesa cattolica a Bucarest ha vissuto momenti difficili. L'arcivescovo Cisar fu messo agli arresti domiciliari, molti suoi sacerdoti furono rinchiusi in prigione, il seminario fu chiuso come pure la Nunziatura. Alla sua morte nel 1954, l'arcidiocesi restò senza pastore fino al 1990, governata da amministratori apostolici.

## Cronotassi dei vescovi
Si omettono i periodi di sede vacante non superiori ai 2 anni o non storicamente accertati.
- Ignazio Paoli, C.P. † (30 aprile 1883 - 27 febbraio 1885 deceduto)
- Paolo Giuseppe Palma, C.P. † (19 maggio 1885 - 2 febbraio 1892 deceduto)
  - Sede vacante (1892-1894)
- John Joseph Frederick Otto Zardetti † (6 marzo 1894 - 25 maggio 1895 dimesso[2])
- Joseph-Xaver Hornstein † (31 marzo 1896 - 3 giugno 1905 deceduto)
- Albinus Raymund Netzhammer, O.S.B. † (16 settembre 1905 - 14 luglio 1924 dimesso[3])
- Alexandru Theodor Cisar † (12 dicembre 1924 - 7 gennaio 1954 deceduto)
  - Sede vacante (1954-1990)
- Ioan Robu (14 marzo 1990 - 21 novembre 2019 ritirato)
- Aurel Percă, dal 21 novembre 2019

## Statistiche
L'arcidiocesi nel 2023 su una popolazione di 8.430.507 persone contava 59.307 battezzati, corrispondenti allo 0,7% del totale.
| anno | popolazione | popolazione | popolazione | presbiteri | presbiteri | presbiteri | presbiteri                | diaconi | religiosi | religiosi | parrocchie |
| anno | battezzati  | totale      | %           | numero     | secolari   | regolari   | battezzati per presbitero | diaconi | uomini    | donne     | parrocchie |
| ---- | ----------- | ----------- | ----------- | ---------- | ---------- | ---------- | ------------------------- | ------- | --------- | --------- | ---------- |
| 1949 | 60.000      | 7.000.000   | 0,9         | 65         | 51         | 14         | 923                       |         | 24        | 340       | 34         |
| 1964 | 120.000     | 1.200.000   | 10,0        | 29         | 28         | 1          | 4.137                     |         |           | 25        | 47         |
| 1974 | 84.162      | 8.564.212   | 1,0         | 50         | 50         |            | 1.683                     |         |           |           | 29         |
| 1988 | 105.296     | 10.486.600  | 1,0         | 65         | 63         | 2          | 1.619                     |         | 2         |           | 31         |
| 1999 | 105.000     | 10.230.000  | 1,0         | 85         | 71         | 14         | 1.235                     |         | 24        | 252       | 62         |
| 2000 | 98.500      | 10.100.000  | 1,0         | 91         | 77         | 14         | 1.082                     |         | 28        | 322       | 63         |
| 2001 | 98.000      | 10.100.000  | 1,0         | 105        | 80         | 25         | 933                       |         | 37        | 272       | 63         |
| 2002 | 96.200      | 10.000.000  | 1,0         | 112        | 92         | 20         | 858                       |         | 40        | 257       | 66         |
| 2003 | 95.700      | 10.000.000  | 1,0         | 121        | 96         | 25         | 790                       |         | 46        | 273       | 66         |
| 2004 | 96.200      | 10.000.000  | 1,0         | 112        | 94         | 18         | 858                       |         | 40        | 283       | 66         |
| 2006 | 91.500      | 9.680.000   | 0,9         | 119        | 88         | 31         | 768                       |         | 52        | 258       | 66         |
| 2012 | 92.050      | 9.779.000   | 0,9         | 120        | 88         | 32         | 767                       |         | 59        | 254       | 83         |
| 2015 | 61.050      | 8.740.000   | 0,7         | 128        | 89         | 39         | 476                       |         | 60        | 243       | 68         |
| 2018 | 60.500      | 8.869.939   | 0,7         | 138        | 102        | 36         | 438                       |         | 50        | 195       | 67         |
| 2020 | 60.500      | 8.870.000   | 0,7         | 139        | 101        | 38         | 435                       |         | 52        | 195       | 68         |
| 2022 | 59.321      | 8.430.521   | 0,7         | 138        | 106        | 32         | 429                       |         | 47        | 145       | 69         |
| 2023 | 59.307      | 8.430.507   | 0,7         | 140        | 107        | 33         | 423                       |         | 57        | 181       | 69         |